# Contopus cinereus
Contopus cinereus е вид птица от семейство Tyrannidae.

## Разпространение
Видът е разпространен в Аржентина, Белиз, Боливия, Бразилия, Колумбия, Коста Рика, Еквадор, Салвадор, Френска Гвиана, Гватемала, Гвиана, Хондурас, Мексико, Никарагуа, Панама, Парагвай, Перу, Суринам, Тринидад и Тобаго и Венецуела.